# Jan Holmgaard
Jan Holmgaard, född 24 mars 1960 i Polen, är en svensk litteraturvetare, essäist och översättare. 
Holmgaard disputerade vid Stockholms universitet 1998 på avhandlingen Jaget i texten, och har varit gästforskare vid Oxfords universitet samt vid Søren Kierkegaard Forskningscenter i Köpenhamn. Han var redaktör för kulturtidskriften Aiolos mellan åren 1995–2014 och har även varit verksam som dramaturg och översättare av dramatik och musikdramatik.
Holmgaard är docent vid Institutionen för kultur och estetik vid Stockholms universitet.  Han har föreläst vid en rad lärosäten, däribland Oxford University, Humboldtuniversitetet i Berlin, samt Köpenhamns universitet. Han undervisar även i europeisk litteratur och filosofi vid DIS Stockholm.